# Kolonia (Pawłokoma)
Kolonia – część wsi Pawłokoma w Polsce położona w województwie podkarpackim, w powiecie rzeszowskim, w gminie Dynów.
W latach 1975–1998 Kolonia administracyjnie należała do województwa przemyskiego